# Boris Vasilyevich Spassky
Boris Vasilyevich Spassky (cũng viết là Spasskij; tiếng Nga: Бори́с Васи́льевич Спа́сский; 30 tháng 1 năm 1937 – 27 tháng 2 năm 2025) là một đại kiện tướng cờ vua người Nga, trước đó là người Pháp, trước đó nữa là người Liên Xô. Ông là nhà vô địch thế giới thứ 10 từ năm 1969 đến năm 1972. Ông được biết đến như một trong những kỳ thủ vĩ đại nhất mọi thời đại, và là cựu vô địch thế giới lớn tuổi nhất còn sống cho đến thời điểm ông mất.
Spassky thắng giải vô địch toàn Liên Xô hai lần (1961, 1973), hai lần thua trận playoff (1956, 1963), sau khi đứng ở vị trí đồng giải nhất của vòng đấu chính. Ông là một ứng viên vô địch thế giới 7 lần (1956, 1965, 1968, 1974, 1977, 1980, và 1985).
Spassky đánh bại Tigran Petrosian năm 1969 để lên ngôi vô địch thế giới, sau đó thất bại trong trận đấu vô địch thế giới với Bobby Fischer năm 1972.